# Massacre de Ma'aleh Aqrabbim
Le massacre de Ma'aleh Aqrabbim est un attentat terroriste contre un autobus civil israélien, mené le 17 mars 1954 au milieu de la journée sur la route Ma'aleh Aqrabbim. Après avoir mené une embuscade et embarqué dans le bus, les tireurs abattent 11 Israéliens, dont les deux conducteurs. 3 passagers sont blessés, dont un enfant de 9 ans qui mourra des suites de l'attaque. Seuls 4 passagers survivent au massacre.